# Rhône ovalie club La Voulte Valence
Le Rugby ovalie club La Voulte Valence est un club français de rugby à XV situé à Valence (Drôme).
Le club est créé à partir de la fusion en mai 2010 entre le club du La Voulte sportif et le Valence sportif. Il est ensuite fusionné en 2016 au sein du Valence Romans Drôme rugby.

## Historique
À la fin de la saison 2009-2010, le club du La Voulte sportif fusionne avec le club drômois du Valence sportif pour former le Rhône ovalie club La Voulte Valence (ROC La Voulte Valence) qui évolue depuis la saison 2013-2014 en Fédérale 1.
Le ROC joue en division Fédérale 2 pendant la saison 2010-2011 avec Thierry Dejoux au poste de manager général et Didier Camberabero, Morgan Keyzer et Julien Devise comme entraineurs. Qualifié pour les phases finales, le club drôme-ardéchois est éliminé au deuxième tour par Chambéry. La saison suivante est marquée par plusieurs changements d'entraineurs; Alexandre Chazalet remplace Grégory Tournayre (avants) et Morgan Keyzer (arrières) en décembre 2011. Il quitte le club deux mois après et les joueurs s'entrainent eux-mêmes.
Eric Tissot est engagé comme entraîneur principal avec Christophe Mounier comme adjoint chargé des arrières pour la saison 2012-2013. L'équipe se qualifie pour les phases finales et monte en fédérale 1. Il se classe à la 7e place d'une poule de 10 lors de la saison suivante.
Six ans plus tard, le 1er juillet 2016, l'US Romans Péage et le ROC La Voulte Valence s'unissent pour donner naissance au Valence Romans Drôme rugby, représentant les villes de Bourg-de-Péage, Romans-sur-Isère et Valence, dans la Drôme.
La ville de La Voulte-sur-Rhône, dans l'Ardèche, ancienne entité du ROC La Voulte Valence, n'est elle pas incluse dans le nouveau club.
En marge de ces fusions, un nouveau club sera alors créé pour représenter la ville de La Voulte dès 2010 : La Voulte rugby club Ardèche,.

## Identité visuelle

### Logo

Évolution du logo
Logo instauré en 2010.
Logo abandonné en 2016.

## Personnalités du club

### Joueurs emblématiques
- Seta Tuilevuka (États-Unis)
- Alifeleti Fakaongo (Tonga)
- Alexandru Tudori (Roumanie)
- Mouad Labbi (France)
- Jean-Matthieu Alcalde (France)
- Alexandru Manta (Roumanie)
- Michael Passaportis (Zimbabwe)
- Petru Bălan (Roumanie)
- Valeni Tiatia (Australie)
- Mathieu Camberabero (France)
- Khaled Zagar (France)
- Mathieu Gouagout (France)
- Bekada Belhaouari (Algérie)

### Entraîneurs
- Thierry Dejoux (France)
- Didier Camberabero (France)
- Julien Devise (France)
- Alexandre Chazalet (France)
- Grégory Tournayre (France)
- Morgan Keyzer (France)
- Eric Tissot (France)
- Christophe Mounier (France)
- Jharay Russell (Angleterre)

### Présidents
- 2010-2015: Jean-Louis Reyes[6]
- 2015-2016: Jean-Luc Averous et Jean-Pierre Cheval[7]